# Olean (Nueva York)
Olean, fundada en 1854, es una ciudad ubicada en el condado de Cattaraugus en el estado estadounidense de Nueva York. En el año 2000 tenía una población de 15,347 habitantes y una densidad poblacional de 999 personas por km².

## Geografía
Según la Oficina del Censo, la ciudad tiene un área total de 16 km² (6,2 mi²), de la cual 15,4 km² (5,9 mi²) es tierra y 0,6 km² (0,2 mi²) (3.73%) es agua.

## Demografía
Según la Oficina del Censo en 2000 los ingresos medios por hogar en la localidad eran de $30,400, y los ingresos medios por familia eran $38,355. Los hombres tenían unos ingresos medios de $32,341 frente a los $22,469 para las mujeres. La renta per cápita para la localidad era de $17,169. Alrededor del 15.9% de la población estaban por debajo del umbral de pobreza.